# Palo del Colle
Palo del Colle község (comune) Olaszország Puglia régiójában, Bari megyében.

## Fekvése
Baritól nyugatra, a Murgia-fennsíkon fekszik.

## Története
A település első említése idősebb Pliniustól származik (i.e. 79) Palion néven.

## Népessége
A lakosság számának alakulása:

## Főbb látnivalói
- Minden évben Húshagyó Kedden megrendezik a Palio del Viccio lovasversenyt, melyen az egyes városrészek legjobbjai mérkőznek.